# 宇和島地区広域事務組合
宇和島地区広域事務組合（うわじまちくこういきじむくみあい）は、愛媛県宇和島市、北宇和郡鬼北町、松野町、南宇和郡愛南町の1市3町で構成する一部事務組合。

## 事務内容
1. 宇和島圏地方拠点都市地域基本計画の策定並びに計画に基づく事業の実施及び連絡調整に関すること
2. 消防・救急業務に関すること（愛南町に係るものを除く）
3. 救護施設の管理運営に関すること
4. 乳児院の管理運営に関すること
5. 児童養護施設の管理運営に関すること
6. 老人デイサービスセンターの管理運営に関すること
7. 養護老人ホームの管理運営に関すること（愛南町に係るものを除く）
8. 特別養護老人ホームの管理運営に関すること
9. 高圧ガス消費者への立入検査に関すること（愛南町に係るものを除く）
10. 液化石油ガス設備工事の届出受理に関すること（愛南町に係るものを除く）
11. 火葬場の管理運営に関すること（宇和島市三間町、鬼北町、松野町に係るものに限る）
12. ごみ処理施設の管理運営に関すること（宇和島市三間町、鬼北町、松野町に係るものに限る）
13. 熱回収施設の管理運営に関すること
14. 汚泥再生処理センターの管理運営に関すること
15. 老人居宅介護等事業を行う登録ヘルパー派遣事業所の運営に関すること
16. 介護保険法に基づく要介護・支援認定調査に関すること
17. 管理型一般廃棄物最終処分場の管理運営に関すること

2018年（平成30年）4月1日現在

### 過去に処理していた事務
- 鬼北総合公園の管理運営に関すること（2019年4月1日に鬼北町に移管[2]）

## 管内の現況
※（ ）は愛南町を除いた数値
- 管内の人口 - 104,603人（84,923人）
  - 宇和島市 - 71,355人
  - 鬼北町 - 9,794人
  - 松野町 - 3,774人
  - 愛南町 - 19,680人

2020年（令和2年）1月1日現在
- 管内の世帯数 - 47,003世帯（38,027世帯）
  - 宇和島市 - 31,878世帯
  - 鬼北町 - 4,487世帯
  - 松野町 - 1,662世帯
  - 愛南町 - 8,976世帯

2020年（令和2年）1月1日現在
- 管内の面積 - 1,047.51km2（808.52km2）
  - 宇和島市 - 468.19km2
  - 鬼北町 - 241.88km2
  - 松野町 - 98.45km2
  - 愛南町 - 238.99km2

2020年（令和2年）1月1日現在

## 消防本部
宇和島地区広域事務組合消防本部（うわじまちくこういきじむくみあいしょうぼうほんぶ）は、愛媛県宇和島市、北宇和郡を管轄する消防部局（消防本部）。

### 組織
- 消防長（消防監）
  - 消防次長（消防司令長）
    - 総務課 - 庶務係、財政係、消防団係
    - 予防課 - 予防係、保安係、調査係
    - 警防課 - 警防係、救急救助係、第一通信係、第二通信係
    - 宇和島消防署 - 第一中隊、第二中隊
      - 吉田分署 - 第一小隊、第二小隊、救急係
      - 津島分署 - 第一小隊、第二小隊、救急係

    - 鬼北消防署 - 第一小隊、第二小隊、消防係、救急係

2019（平成31年）4月1日現在

### 消防署
消防署
| 消防署       | 郵便番号   | 所在地                             | 分署       |
| ------------ | ---------- | ---------------------------------- | ---------- |
| 宇和島消防署 | 〒798-0060 | 愛媛県宇和島市丸之内5丁目1番18号   | 吉田、津島 |
| 鬼北消防署   | 〒798-1355 | 愛媛県北宇和郡鬼北町大字芝222番地1 |            |

分署
| 分署     | 郵便番号   | 所在地                                   |
| -------- | ---------- | ---------------------------------------- |
| 吉田分署 | 〒799-3730 | 愛媛県宇和島市吉田町立間2番耕地2445番地1 |
| 津島分署 | 〒798-3301 | 愛媛県宇和島市津島町岩松甲468番地        |

### 配置車両
| 配置車両             | 配置台数 | 特記事項                                      |
| -------------------- | -------- | --------------------------------------------- |
| 消防ポンプ自動車     | 6台      | うち1台は水槽付消防ポンプ自動車               |
| はしご車             | 1台      |                                               |
| 化学消防車           | 1台      |                                               |
| 救助工作車           | 1台      |                                               |
| 救急自動車           | 7台      | うち1台は非常用                               |
| 広報車               | 2台      |                                               |
| 指揮車               | 1台      |                                               |
| 資機材搬送車         | 2台      | うち1台は可搬ポンプ・小型水槽を積載した輸送車 |
| 安全指導車           | 5台      |                                               |
| 小型動力ポンプ積載車 | 3台      |                                               |
| その他車両           | 4台      |                                               |

2019年（平成31年）4月1日現在

### 特記事項
- 愛南町域は愛南町消防本部が管轄する。

## 沿革
- 1948年（昭和23年）11月23日 - 宇和島市消防本部が発足する[6]。
- 1979年（昭和54年）4月1日 - 宇和島地区施設事務組合が発足する[6]。
- 1989年（平成元年）4月 - 宇和島地区広域事務組合に改称する[6]。
- 2005年（平成17年）
  - 1月 - 構成自治体であった広見町と日吉村が合併し、鬼北町が発足する[6]。
  - 8月 - 構成自治体であった旧宇和島市、吉田町、三間町、津島町が合併し、新宇和島市が発足する[6]。